# Frederick Coyett
Frederick Coyett (1615 – 1687) è stato un esploratore olandese, ultimo governatore della Compagnia Olandese delle Indie Orientali a Taiwan.
Combatté durante l'assedio di Forte Zeelandia. In particolare, in qualità di governatore, era al comando di 1.800 uomini quando il forte venne attaccato dall'ufficiale cinese Coxinga. Il primo attacco fu respinto, anche grazie a rinforzi olandesi provenienti da Giacarta. Il secondo, invece, mesi dopo, fu decisivo. A causa delle enormi perdite e della mancanza di rifornimenti, Coyett decise di issare bandiera bianca e di trattare la resa, consegnando il forte il 1º febbraio. Gli olandesi lasciarono Taiwan il 17 febbraio. 
Arrivato a Giacarta, Coyett fu processato per aver abbandonato il posto ed esiliato nelle isole Banda ma, grazie all'intervento di amici e parenti, venne graziato. Sulla sua vicenda scrisse un libro, intitolato 't Verwaerloosde Formosa (Formosa abbandonata in olandese), nel 1675. Nell'opera difese il suo operato a Fort Zeelandia e criticò la Compagnia Olandese delle Indie Orientali per aver trascurato i suoi appelli di inviare rinforzi.